# 水彩の月
「水彩の月」（すいさいのつき）は、秦基博の18枚目のシングル。

## 解説
- 17thシングル「ひまわりの約束」から約9ヶ月ぶりのリリース。2015年第一弾シングル。
- 初回生産限定盤は、特典DVD付属。
- ライブBlu-ray、DVD『GREEN MIND 2014』との連動抽選応募ハガキ封入。
- 対象店舗で購入すると、アナザージャケットが先着でプレゼントされた。

## 収録曲
- （全作詞・作曲・編曲：秦基博）

1. 水彩の月
  - 映画『あん』主題歌
2. サインアップベイベー
3. アイ～Acoustic Session with KAN～
  - 9thシングル曲をリアレンジしたもの。
4. 水彩の月（Cinema ver.）
5. 水彩の月（backing track）

## スタッフ
- ディレクター 宮坂知恵
- レコーディング・ミキシングエンジニア　青柳延幸
- マスタリングエンジニア　前田康二

## 初回特典DVD収録内容
- 秦 基博 with 河瀨直美～君にもう一度会えるとしたら～プライベート映像
- ひまわりの約束 from “秦 基博×河瀨直美 トーク＆ライブセッション「シンクロニシティ」”
- 映画「あん」予告編